# Canal 13 Antofagasta
Canal 13 Antofagasta fue la señal exclusiva para la ciudad de Antofagasta que transmitió el canal de televisión chileno Canal 13. En la actualidad su exsede y estudios se ubican en la calle Washington número 2653, oficina 1303, en la ciudad de Antofagasta.

## Historia
La inauguración de la frecuencia de Canal 13 en Antofagasta data del 8 de julio de 1989, cuando Canal 13 finalizó su contrato con Telenorte para emitir algunos programas del canal católico, y así emitir su programación vía satélite a todo el país. Tras eso Canal 13 instaló una antena repetidora en la ciudad de Antofagasta y comenzó a transmitir a través de la frecuencia 13.
Ofrecía un noticiero local y publicidad en las desconexiones nacionales de Canal 13. Emite 15 minutos de noticias después de Teletarde, y 20 a 25 minutos de noticias luego de Teletrece.
Durante las emisiones de las ediciones nacionales de Teletrece, también se realizaban enlaces en directo con la exsede en Antofagasta, donde se repasan las principales informaciones acontecidas en la zona.
El día sábado 4 de abril de 2009, El Mercurio de Antofagasta informó que Canal 13 Antofagasta finalizó sus transmisiones el día jueves 2 de abril, a raíz de la crisis económica mundial; la misma medida se tomó en Temuco el día 1 de abril, un día antes del cierre de Canal 13 Antofagasta. Mientras que en el canal se escuchaban rumores de bajas de sueldo y cancelación de algunos trabajadores, esto finalizó con el cierre del canal y de su sede. Paulo Delgado, experiodista de Canal 13, afirmó: "Antofagasta perdió un medio de comunicación, y por ende diversidad."

## Noticieros
- Teletrece Antofagasta
- Teletarde Antofagasta